# Jinnah-Stadion
Das Jinnah Sports Stadion ist ein Mehrzweckstadion in Islamabad, Pakistan. Es hat eine Gesamtkapazität von 48.200 Zuschauern und wird derzeit meist für Fußballspiele verwendet.
Das Stadion wurde in den 1970er Jahren errichtet und 2004 renoviert. Es wird vor allem von dem Fußballvereinen Pakistan Television FC, ZTBL F.C. und der pakistanischen Fußballnationalmannschaft genutzt.